# Ramses Shaffy
Ramses Shaffy (Neuilly-sur-Seine, 29 d'agost de 1933 - Amsterdam, 1 de desembre de 2009) fou un cantant i actor neerlandès. Als anys seixanta del segle passat va fer furor amb les seves cançons Sammy, Zing, vecht, huil, bid, lach, werk en bewonder (Canta, lluita, plora, prega, riu, treballa i admira), We zullen doorgaan (Continuarem), Pastorale i Laat me (Deixa'm) van esdevenir clàssics del repertori neerlandès.

## Biografia
Shaffy nasqué a Neuilly-sur-Seine el 1933, fill d'un diplomat egipci i d'una comtessa polonesa d'origen rus. Va viure a Canes amb sa mare, fins que aquesta va arreplegar tuberculosi. Aleshores va passar a casa la seva tia a Utrecht, un orfenat i finalment a una família d'acolliment. El comiat de sa mare va marcar-lo força, com en testimonieja la seva cançó De trein naar het noorden (El tren cap al nord).
No va acabar els estudis a l'institut i va començar el 1952 a l'escola de teatre d'Amsterdam. Va debutar el 1955 al teatre De Nederlandse Comedie. El 1960 se'n va anar amb el seu consort, l'actor Joop Admiraal, cap a Roma en esperar trobar-hi una feina com a actor. Això no reeixir-les i van tornar cap a casa amb el sarró buit. El 1964 va crear la companyia de teatre Shaffy Chantant. En va sortir una col·laboració molt llarga amb la cantant Liesbeth List i el pianista Louis van Dijk. Amb Liesbeth List va crear l'LP Pastorale, un dels seus èxits majors.

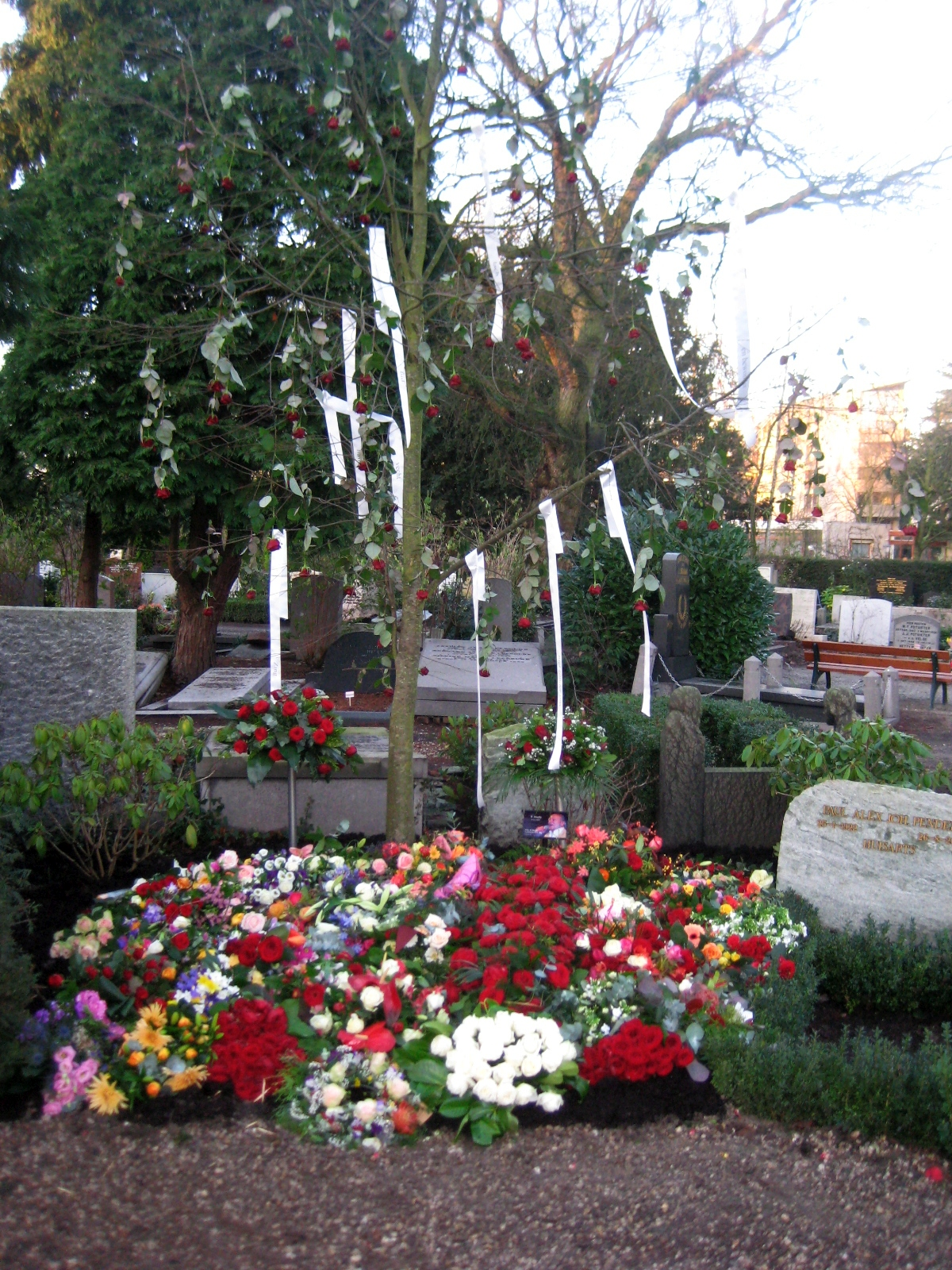
Tomba de Ramses Shaffy al cementiri Zorgvlied d'Amsterdam

 Des del 1980 va tornar a pujar a l'escenari. El 1983, el seu doble paper del Quixot i de Miguel de Cervantes en la versió neerlandesa del musical L'home de La Manxa de Mitch Leigh (música) i Dale Wasserman (llibret) va aplaudir-se tot arreu. Tot i aleshores ja havia perdut la força vocal, tenia la personalitat tragicòmica que coincidia amb ambdós personatges. La seva versió de la cançó El somni impossible ha impressionat la crítica des de l'inici.
Després va començar un període d'ocàs, apressat per un alcoholisme crònic. Després d'unes desventures nocturnes violents, la Liesbeth va trobar-li una casa de salut. Certes fonts pretenen que sofreix del síndrome de Korsakoff, però els seus metges mai no van confirmar aquesta diagnosi.
El 2005, va tornar per a la primera vegada des de molt de temps amb un èxit: una nova versió de la cançó de 1978 Laat me (Deixa'm), cantada en duet amb Liesbeth List i l'orquesta d'en Gerard Alderliefste.
El 6 de novembre de 2007, Liesbeth List va inaugurar a l'Amsterdamse Schouwburg, el teatre municipal d'Amsterdam, un bust al seu honor, esculpit per Jeroen Spijker de Leiden. Un grup de deixebles i de cantants amics van cantar-li un homenatge a aquest occasió: Thijs van Leer, Gerard Alderliefste, Jaap Montagne i Xavier Baudet.
Va morir a Amsterdam l'1 de desembre de 2009 i va ser sebollit al cementiri de Zorgvlied.

## Premis i condecoracions
- Gouden Harp (1980)
- Edison, el 1967 per l'àlbum Ramses II
- Cavaller de l'orde «Orde van de Nederlandse Leeuw» (2002).
- Edison, el 2006 pels mèrits excepcionals de la seva obra completa per a la promoció de la cançó neerlandesa.

## Obres

### Discografia
| Àlbums                                                    | Àlbums | Àlbums                  | Àlbums           | Àlbums          | Àlbums                                  |
| --------------------------------------------------------- | ------ | ----------------------- | ---------------- | --------------- | --------------------------------------- |
|                                                           | sortit | entrada a la hit parade | posició més alta | nombre de mesos | observacions                            |
| Zonder bagage                                             |        | 8-5-1971                | 20               | 13              |                                         |
| We leven nog                                              |        | 21-6-1975               | 22               | 5               |                                         |
| Dag en nacht                                              |        | 21-10-1978              | 11               | 11              |                                         |
| Liesbeth List & Ramses Shaffy                             |        | 12-12-1987              | 40               | 9               | amb Liesbeth List                       |
| Singles                                                   |        |                         |                  |                 |                                         |
| Sammy                                                     |        | 29-10-1966              | 2                | 20              |                                         |
| Pastorale                                                 |        | 27-9-1969               | 3                | 14              | amb Liesbeth List                       |
| In de armen van de stad                                   |        | 7-2-1970                | tip              |                 | amb Liesbeth List                       |
| Zing, vecht, huil, bid, lach, werk en bewonder            |        | 10-4-1971               | 21               | 3               |                                         |
| Aan de andere kant van de heuvels                         |        | 24-7-1971               | tip              |                 | amb Liesbeth List                       |
| Wij zullen doorgaan «Continuarem... fins que serem junts» |        | 24-5-1975               | 13               | 5               | Alarmschijf                             |
| Laat me                                                   |        | 14-10-1978              | 25               | 6               |                                         |
| Laat me / Vivre                                           |        | 8-10-2005               | 25               | 5               | ensems amb Alderliefste i Liesbeth List |

### Filmografia
| Títol                           | Any  | Paper                    |  |
| * Nachtvlinder                  | 1999 | De Koningsjutter         |  |
| * De nietsnut                   | 1992 |                          |  |
| * Dierbaar                      | 1991 | Psiquiatra               |  |
| * Nitwits                       | 1987 | Joel Palsma              |  |
| * Op hoop van zegen             | 1986 | Simon                    |  |
| * Show van de maand             | 1985 |                          |  |
| * Willem van Oranje             | 1984 | Egmond                   |  |
| * Cha-Cha                       | 1979 |                          |  |
| * Kind van de Zon               | 1975 |                          |  |
| * Amsterdam 700                 | 1975 | Jan van Leiden           |  |
| * Een vreemde Vogel             | 1967 | Actor Merlijn            |  |
| * De verloedering van de Swieps | 1967 | Manuel                   |  |
| * Liefdesbekentenissen          | 1967 | Frank Jansen, periodista |  |
| * De zaak M.P.                  | 1960 | Karel Vos                |  |
| * Pension Hommeles              | 1957 | Dirk Jansen              |  |